# NGC 3099A
NGC 3099A is een elliptisch en compact sterrenstelsel in het sterrenbeeld Kleine Leeuw. Het hemelobject werd op 7 december 1785 ontdekt door de Duits-Britse astronoom William Herschel.

## Synoniemen
- MCG 6-22-59
- ZWG 182.64
- NPM1G +32.0227
- PGC 29087